# ديدوفسك
ديدوفسك (بالروسية: Дедовск) هي إحدى مدن روسيا في الكيان الفدرالي الروسي موسكو أوبلاست.

## أعلام
- بيفل كوتوف
- رومان شيروكوف